# Paracaudina chilensis
Paracaudina chilensis is een zeekomkommer uit de familie Caudinidae.
De wetenschappelijke naam van de soort werd in 1850 gepubliceerd door Johannes Peter Müller.

## Synoniemen
- Microdactyla caudata Sluiter, 1880
- Caudina ransonnetti Von Marenzeller, 1881
- Caudina pigmentosa R. Perrier, 1904
- Caudina rugosa R. Perrier, 1904
- Caudina coriacea var. brevicauda R. Perrier, 1905
- Caudina contractacauda Clark, 1908